# Kamienica przy ulicy Zacisze 10 w Krakowie
Kamienica przy ulicy Zacisze 10 – zabytkowa kamienica znajdująca się w Krakowie, w dzielnicy I Stare Miasto przy ulicy Zacisze, na Kleparzu.
Kamienica została wzniesiona w 1881 roku według projektu architekta Ignacego Miarczyńskiego.
23 kwietnia 1999 budynek został wpisany do rejestru zabytków. Znajduje się także w gminnej ewidencji zabytków.